# Моріс Утрілло

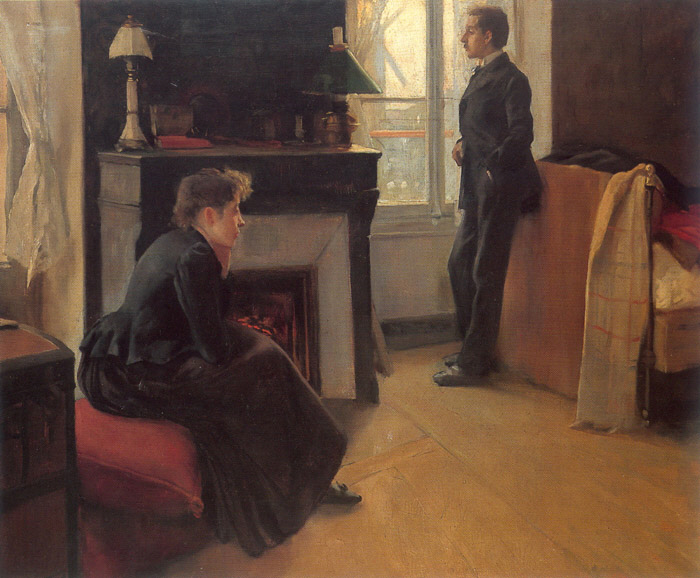
Сантьяго Русіньйоль. «Сюзанна Валадон та друг родини Мігель Утрілло», 1891 р.

Моріс Утрійо (фр. Maurice Utrillo; 26 грудня 1883 — 5 листопада 1955) — французький художник, майстер міського пейзажу, графік, театральний декоратор, поет. Академік Франції.

## Біографія

### Молоді роки
Моріс народився у Парижі. Його матір'ю була 16-річна натурниця Марі-Клементина (Сюзанна) Валадон. Батько невідомий.
Дієго Рівера розповів анекдот про батьківство Утрілло, який почув від американського колекціонера Рута Баквіна:
«Після того, як народився Моріс, Сюзанн Валадон пішла до Ренуара, у якого позувала дев'ять місяців назад. Ренуар подивився на дитину і сказав: „Він не може бути моїм — колір страшний!“ Потім пішла до Деґа, для якого теж позувала. Той сказав: „Він не може бути моїм –форма страшна!“ У кафе Валадон побачила художника Мігеля Утрілло, з яким вона поділилася своїм горем. Чоловік попросив її дати дитині прізвище Утрілло: „Я був би радий поставити своє ім'я на роботу або Ренуара, або Дега!“»
Марі Валадон мало часу приділяла вихованню Моріса. За ним спочатку приглядала бабуся, потім його віддали у пансіон Лафіссиль. Хлопець ріс замкнутим, нетовариським, був схильним до раптових й неприборканих спалахів поганого настрою та агресії.
Матеріальний стан родини змінився після вдалого шлюбу Валадон з заможним комерсантом Полем Муссіфсом. Моріс почав вчитися у престижному коледжі Роллена. Своє прізвище він отримав у 1891 році від друга сім'ї, іспанського архітектора, художника, журналіста й критика Мігеля Утрілло. Після навчання у коледжі Моріс почав служити у Земельному кредиті.
Але Моріс все так же був наданий сам собі. Тому гуляв по Парижу, швидко звик до вина, тринькав гроші. Два роки пияцтва Моріса закінчилися лікарнею св. Ганни.
За порадою лікаря Еттинже, у 1903 році мати умовила Моріса почати малювати. За перший рік він створив 150 картин, де здебільшого були зображені передмістя Парижа. У 1904 лікар дозволив Морісу повернутися у Париж. Але той знову приохотився до вина, влаштовуючи незмінні дебоші на Монмартрі.
В цей час Марі Валадон розлучилася з Полем Муссіфсом та вийшла заміж за друга Моріса, молодого й бідного художника А.Уттера. Значна частина їх коштів йшла на постійне лікування Утрілло.

### Творчість
Перші картини Моріса Утрілло, написані у 1903—1910 роках, схожі на роботі Альфреда Сіслея та Каміля Піссарро. Вони намалювані дрібним мазком — «Канал Сен-Дені», «Сад у Монманьї», «Сена у Парижі».
Поступово дрібний мазок та загальний темний фон змінюються більш узагальненою світлою манерою, яка пізніше буде названа «світлий період» (1910—1915 роки). В цей час Моріс майже не пише з натури, проводячи весь час або в лікарні, або вдома.
У 1909 й 1912 роках Утрілло виставлявся у Салоні, а у 1913 відбулася його перша персональна виставка. Але вони пройшли не поміченими, успіху художнику не принесли. Визнання ж Моріс отримав після розпродажу своїх картин з колекції О.Мірбо у 1919 році. Відомість Моріса Утрілло почала швидко зростати. Переламною стала виставка Утрілло і Валадон.
Виставки з роботами Утрілло почали відкриватися у Парижі, Ліоні, Манхеймі, Брюсселі. Його картини були представлені на експозиції «П'ятдесят років французького живопису». На двох розпродажах 1925 року було продано картини Моріса Утрілло: «Бульвар де ла Шанель» — за 24000 франків, «Пейзаж передмістя» — за 32000 франків, «Церква Сен-Северен» — за 50000 франків.
Інші художники визнали феномен Утрілло. він був експериментатором, який дав захопити себе якоюсь однією течією.
Білий період у живописі Моріса Утрілло змінюється на світлий, яскравий з різкими фарбами. — «Святковий день», 1922 рік. Але Моріса залишався живописцем старого Парижу. Він малював численні вулички, церкви, кабаре, будинки.
Напередодні смерті Марі Валадон вибрала Морісу дружину — Люсі Пауелся. (1935 рік). Тепер Люсі взяла на себе піклування за Утрілло, багато зробила, щоб той вилікувався.
Останньою роботою Утрілло було написання великих панно для зали Комісії витончених мистецтв (3,5Х2 м). Її він виконував разом з дружиною Люсі Пауелс, але завершити не встиг. 5 листопада 1955 року Моріс Утрілло помер у курортному містечкі Дакс й був похований у Парижі на цвинтарі Сен-Венсан.

## Нагороди
- Орден Почесного легіону
- Золоті медалі Вдячності міста Парижа